# Dasychira albodentata
Dasychira albodentata är en fjärilsart som beskrevs av Bremer 1864. Dasychira albodentata ingår i släktet Dasychira och familjen tofsspinnare. Inga underarter finns listade i Catalogue of Life.